# Salicorne
Salicornia
Genre
Le genre Salicornia, les salicornes , regroupe une trentaine d'espèces de plantes halophytes appelées salicornes (du latin sal, le sel et cornu la corne) et appartenant à la famille des Amaranthaceae selon la classification phylogénétique APG III (2009). Dans la classification classique, elle faisait partie de celle des Chenopodiaceae. Les salicornes sont également appelées salicot, passe-pierre, perce-pierre, haricot de mer, cornichon de mer.
Ce genre comprend de nombreuses espèces de détermination difficile: sur le littoral français, on peut citer notamment la Salicorne d'Europe (Salicornia europaea), Salicornia emerici, Salicornia ramosissima, Salicornia disarticulata, etc. En Amérique du Nord, la Salicorne de Virginie (Salicornia depressa) et la Salicorne maritime (Salicornia maritima).
Il est proche du genre Salsola (soude). Ne pas la confondre avec la salicorne japonaise (Salsola komarovii Iljin).

## Description

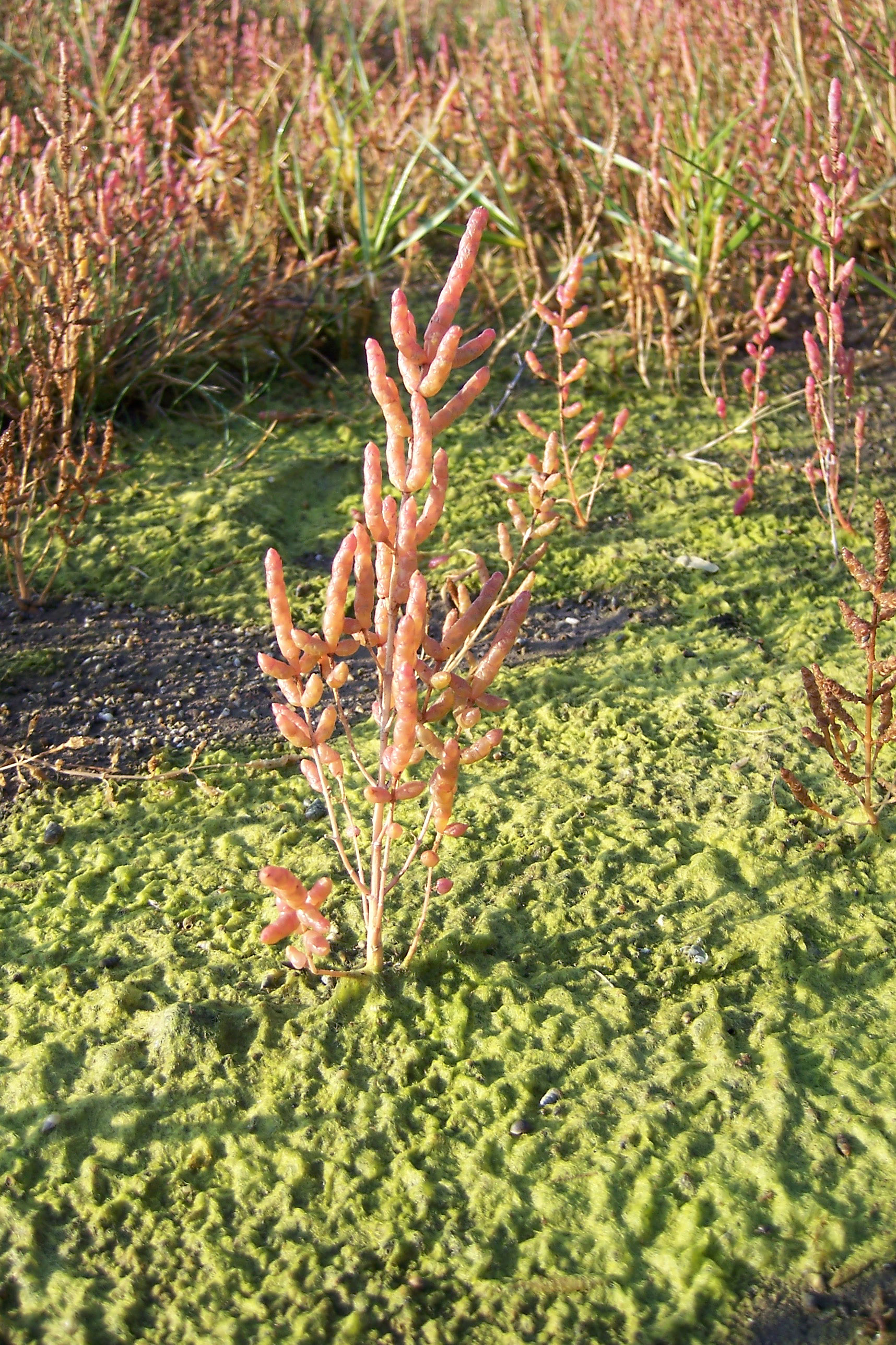
Salicorne d'Europe (Salicornia europaea).

Les salicornes sont des plantes annuelles, basses, charnues, qui croissent sur des sols riches en sel marin (chlorure de sodium). Elles sont constituées de rameaux cylindriques qui semblent articulés et sont terminés par un épi fertile. Les feuilles sont réduites à des gaines opposées deux à deux.

## Liste d'espèces
Selon GRIN (3 juin 2019) :
- Salicornia bigelovii Torr.

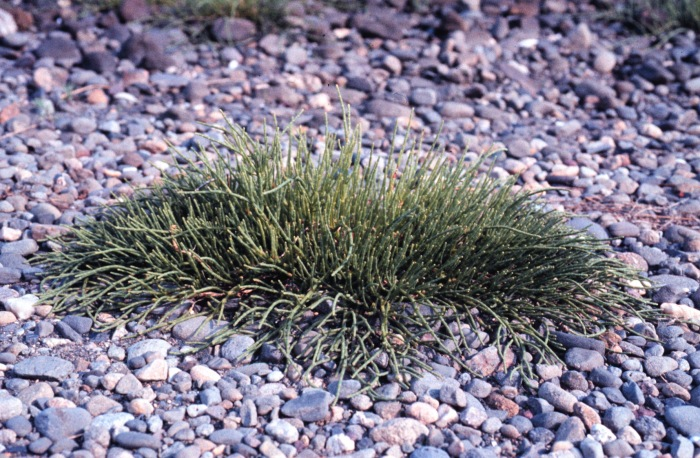
Salicorne de Virginie (Salicornia depressa).

- Salicornia depressa Standl. - Salicorne de Virginie
- Salicornia europaea L. - Salicorne d'Europe
- Salicornia persica Akhani
- Salicornia perspolitana Akhani

Selon The Plant List (3 juin 2019) :
- Salicornia arabica L.
- Salicornia bigelovii Torr.
- Salicornia depressa Standl.
- Salicornia deserticola A.Chev.
- Salicornia dolichostachya Moss
- Salicornia emerici Duval-Jouve
- Salicornia europaea L.
- Salicornia freitagii Yaprak & Yurdak.
- Salicornia maritima S.L. Wolff & Jefferies
- Salicornia meyeriana Moss
- Salicornia nitens P.W.Ball & Tutin
- Salicornia obscura P.W.Ball & Tutin
- Salicornia pacifica Standl.
- Salicornia patula Duval-Jouve
- Salicornia perennans Willd.
- Salicornia perrieri A. Chev.
- Salicornia pojarkovae N.Semenova
- Salicornia praecox A.Chev.
- Salicornia procumbens Sm.
- Salicornia pusilla J.Woods
- Salicornia ramosissima J.Woods
- Salicornia rubra A. Nelson
- Salicornia senegalensis A.Chev.
- Salicornia subterminalis Parish
- Salicornia uniflora Toelken
- Salicornia virginica L.

## Usages

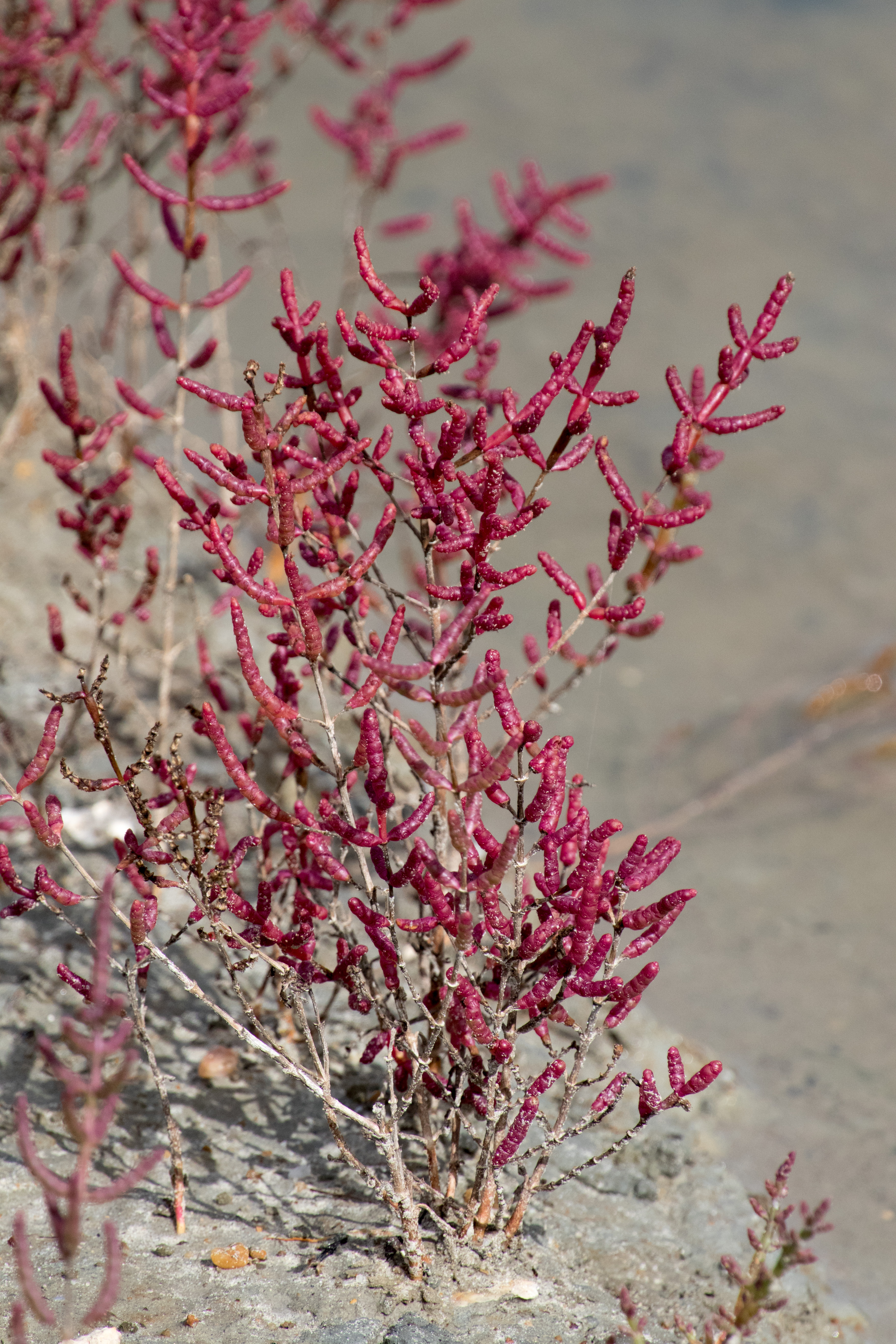
La salicorne tourne au rouge en automne.

Les pousses tendres de la salicorne d'Europe sont comestibles. Confites dans du vinaigre, elles sont consommées comme hors-d'œuvre, ou bien en omelette ou dans les salades. On peut aussi les préparer comme des haricots verts.
On s'en sert encore aujourd'hui pour produire de la soude végétale, qui était autrefois utilisée pour la fabrication du savon et qui entre encore aujourd'hui dans la composition du savon d'Alep.
La soude provenant de la combustion de la salicorne servait aussi à produire du verre (d'où le nom anglais de la salicorne, glasswort). Aussi, au XIVe siècle, on raconte que les verriers déplaçaient leurs ateliers en fonction des zones de pousse de cette plante herbacée si étroitement liée à leur métier[réf. nécessaire].
En France, la majorité de la salicorne produite est ramassée en bords de mer et plus particulièrement dans les zones de marais salés. La baie de Somme, la Bretagne, la Vendée et la Charente-Maritime sont les zones principales de ramassage de la salicorne sauvage.
Dans les années 1990, l'INRA, le CREAA et l'université de Rennes ont mené des études de culture de la Salicorne permettant de s'affranchir des aléas climatiques. Depuis 2003, une dizaine d'ostréiculteurs et de sauniers de Charente Maritime se sont lancés dans la culture de salicornes et ont créé un cahier des charges "Signé Poitou-Charentes". En 2012, les premières cultures de salicornes ont obtenu la certification Agriculture Biologique. Depuis 2013, certains maraîchers français cultivent et commercialisent de la salicorne.
Les Salicornes, riches en huiles, sont aussi envisagées comme source de biocarburant : leur capacité à pousser sur des terres arides et à être alimentées en eau de mer leur évitant théoriquement d'être en concurrence avec la production alimentaire. L'université Khalifa d'Abou Dabi et Safran mènent une petite production expérimentale de carburant aéronautique, et ont alimenté un Boeing 787 pour un vol long-courrier expérimental en janvier 2019

## Remarques
L'espèce Salicornia fruticosa ou « corail de mer », qui peut aussi se consommer de la même manière, est désormais classée dans le genre voisin Sarcocornia. Elle se nomme donc maintenant Sarcocornia fruticosa.
Une autre plante voisine est la salicorne vivace (Sarcocornia perennis) qui faisait autrefois partie du genre Salicornia.

## Calendrier
Le 12e jour du mois de thermidor du calendrier républicain / révolutionnaire français est dénommé jour de la salicorne, généralement chaque 30 juillet du calendrier grégorien.